# 1416 Renauxa
Az 1416 Renauxa (ideiglenes jelöléssel 1937 EC) a Naprendszer kisbolygóövében található aszteroida. Louis Boyer fedezte fel 1937. március 4-én, Algírban.